# Finngård

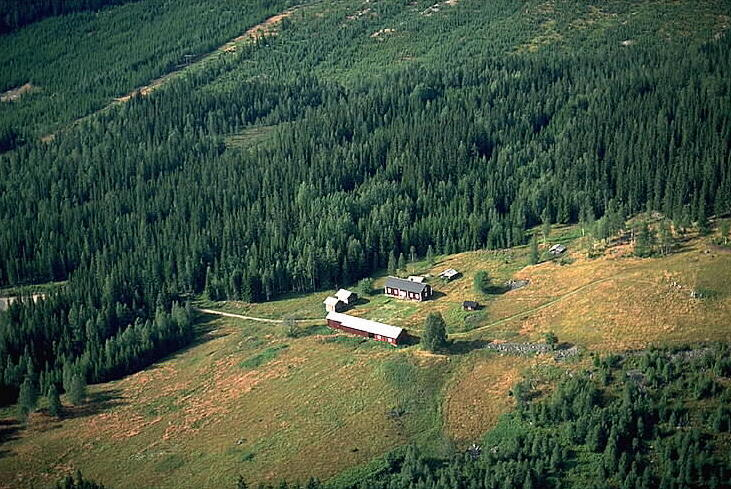
Juhola finngård

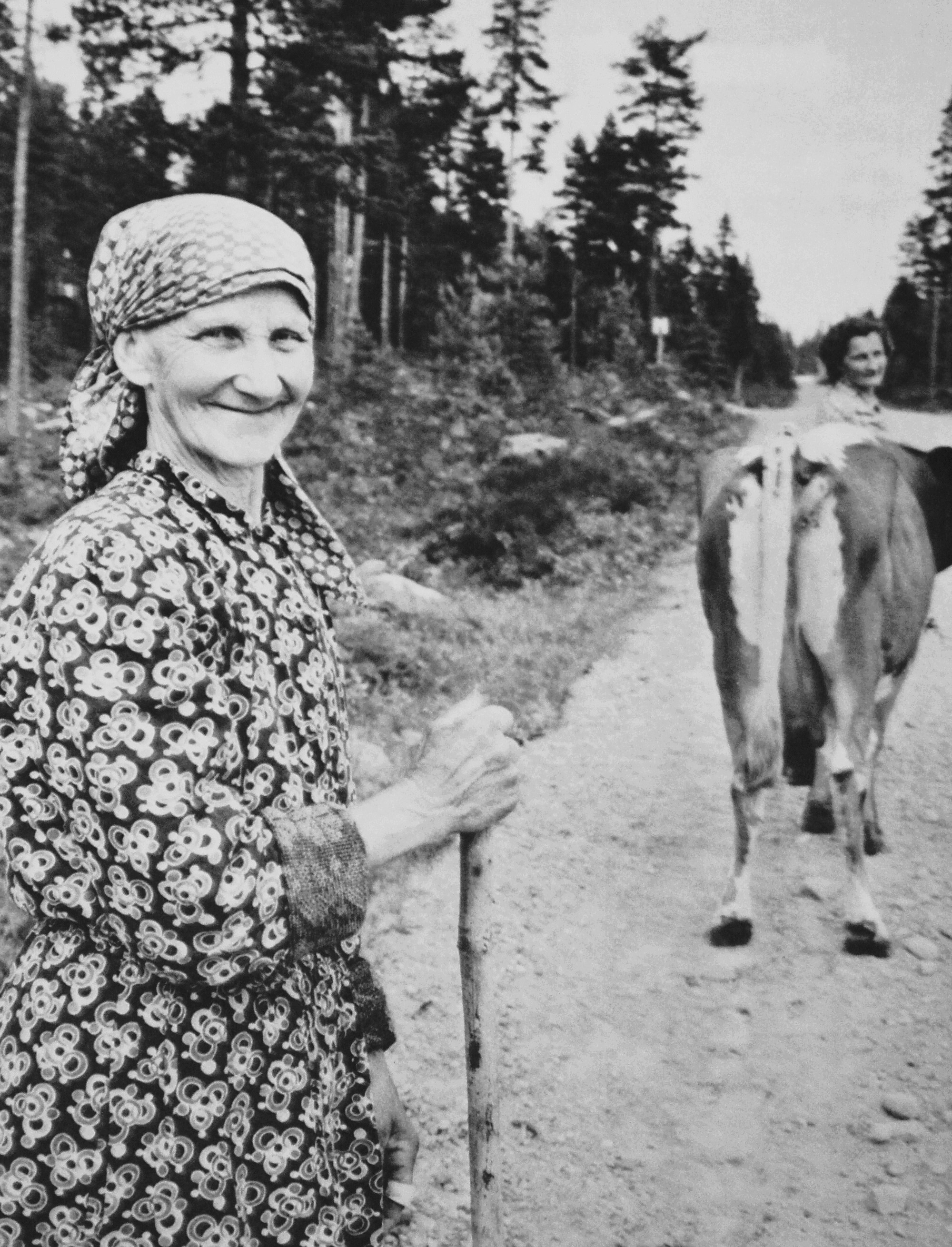
Finskättade kvinnor vallar kor i norra Värmland, 1950-tal.

En finngård, eller finnbosättning, är en gård, oftast en skogssmågård, som uppfördes på 1500-talet av till västra rikshalvan av Sverige inflyttade finnar från östra rikshalvan. Dessa kallades skogsfinnar, eller svedjefinnar. Den specifika gårdsbenämningen har att göra med att etableringen ofta varit förenad med särskilda omständigheter som några års skattefrihet, svedjebruk samt bebyggelsens art med  rökstuga (pörte), ria och bastu.
Skogsfinnarna flyttade till delar av Norrland, Bergslagen, Värmland och också till Norge (Hedmark) från slutet av 1500-talet. Till skillnad från sådana finländare som blev verksamma i hyttbruk, försörjde sig skogsfinnarna på svedjebruk. Orsaken till flyttvågen var bland annat markbrist i de finländska skogarna, svält till följd av lilla istiden och den svenska statens intresse av att bryta nya marker i barrskogsmarker, något som underlättades av savolaxbornas färdigheter i svedjeteknik. För nyodlingen fick de några skattefria år av staten efter utfärdande av kunglig resolution. Migrationen ökade efter klubbekriget — ett bondeuppror i Österbotten från 1570-talet till 1597.
Svedjefinnar kom till de egentliga finnmarkerna först från början av 1580-talet. Tidigare fanns bosättningen i älvdalarna, kring vattensystem och på lättodlade slätter, medan de stora skogarna stod orörda. Många bosatte sig även i skogarna på den norska sidan om gränsen, och området på båda sidor gränsen kallas Finnskogen. Man räknar med att bortemot 12.000 finnar i huvudsak från Savolax och norra Tavastland, många från Rautalampi, flyttade till finnmarker i västra rikshalvan.

## Exempel på finngårdar
- Finngården Skifsen
- Finngården, Skansen
- Finngården Rikkenstorp
- Finngården Kvarntorp
- Juhola finngård
- Ritamäki finngård

## Bildgalleri

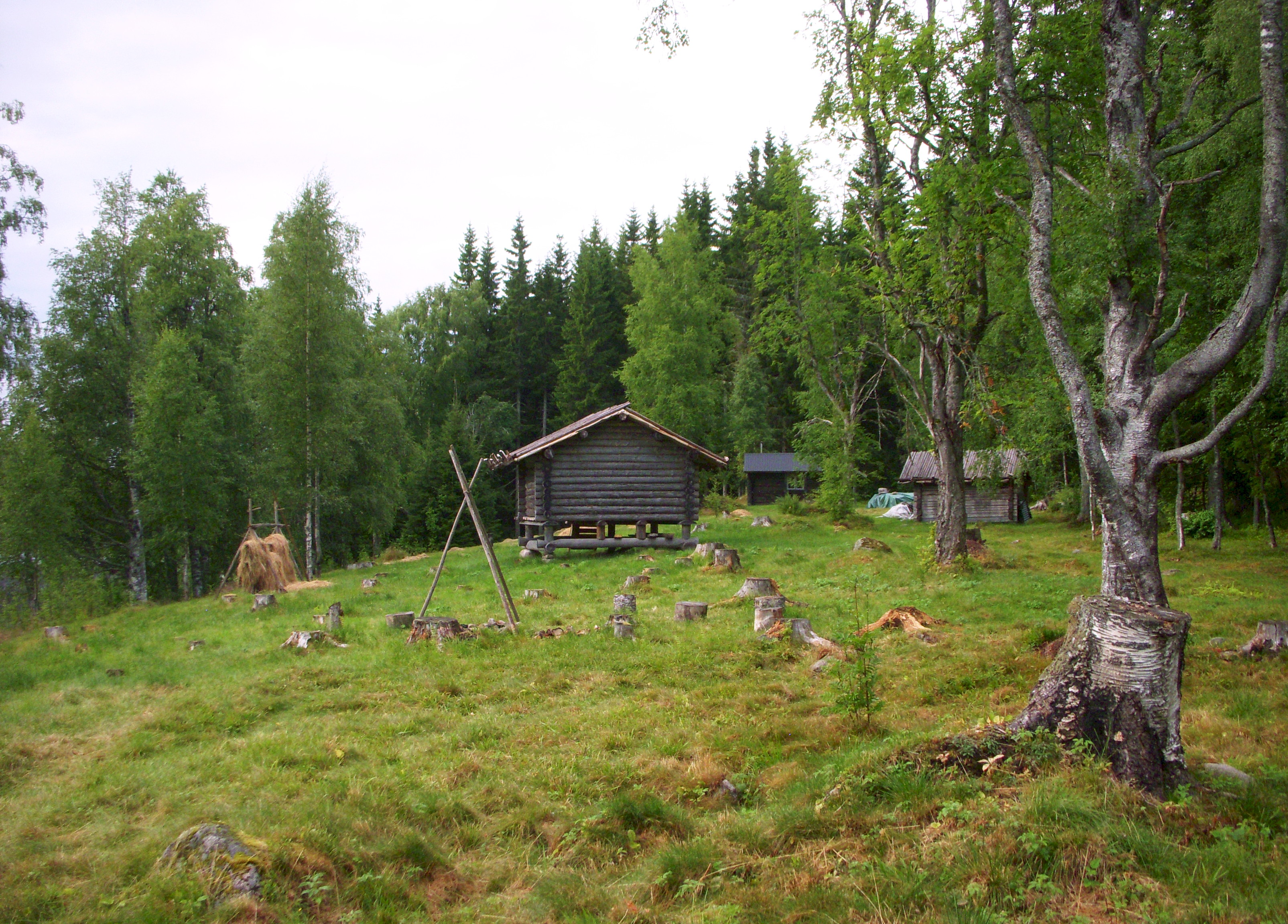
Finngården Skifsen
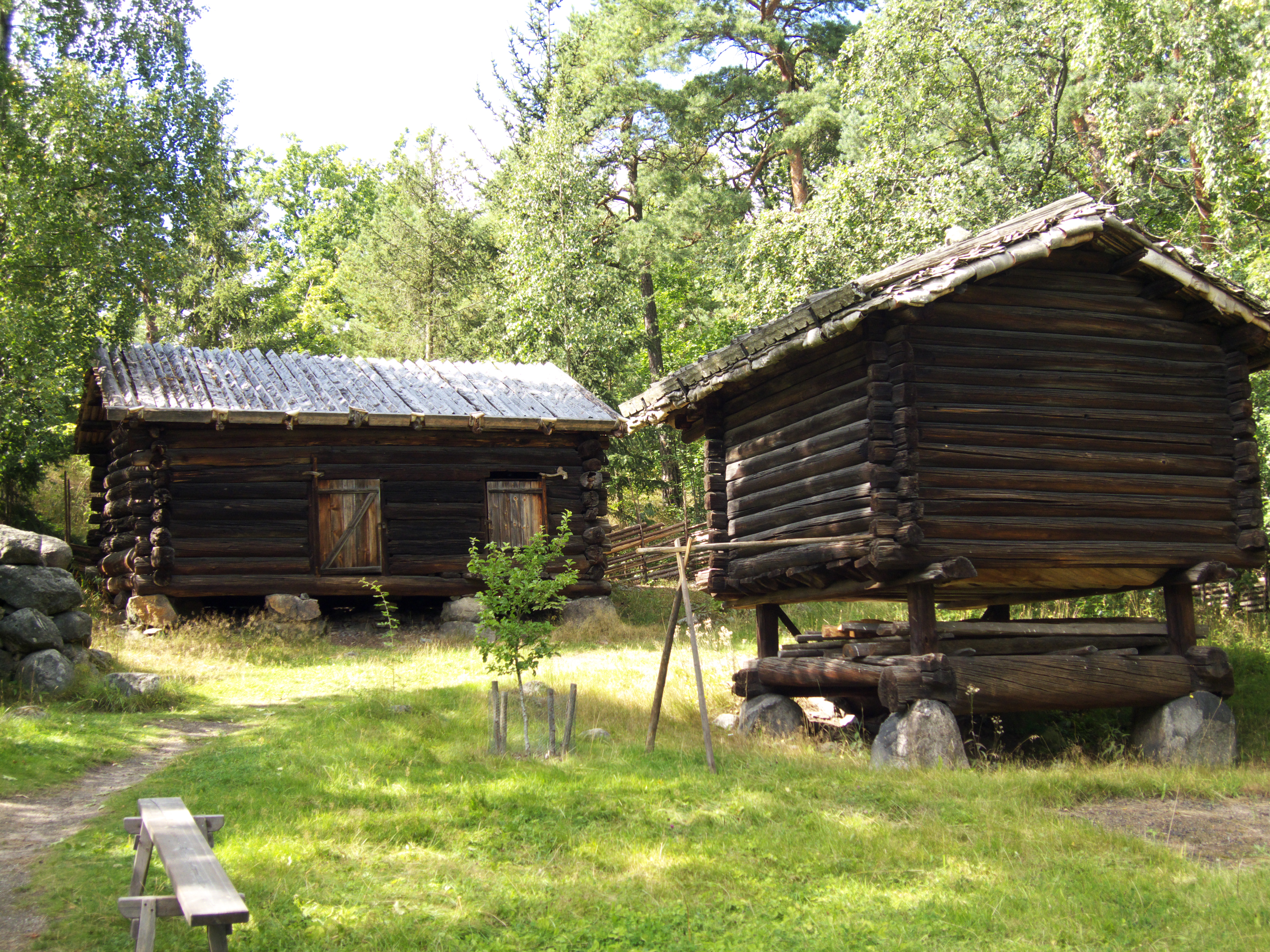
Finngården, Skansen
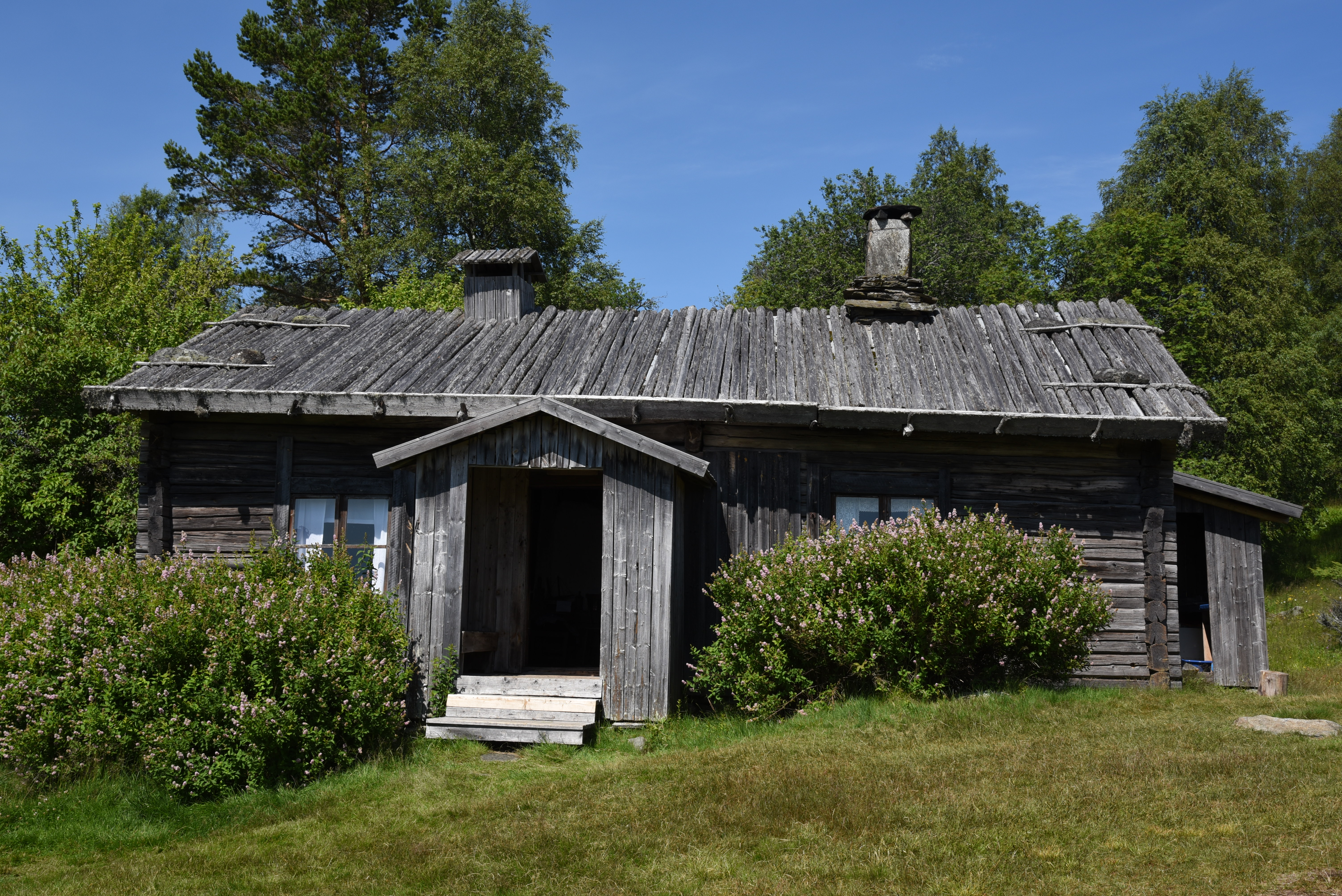
Ritamäki finngård
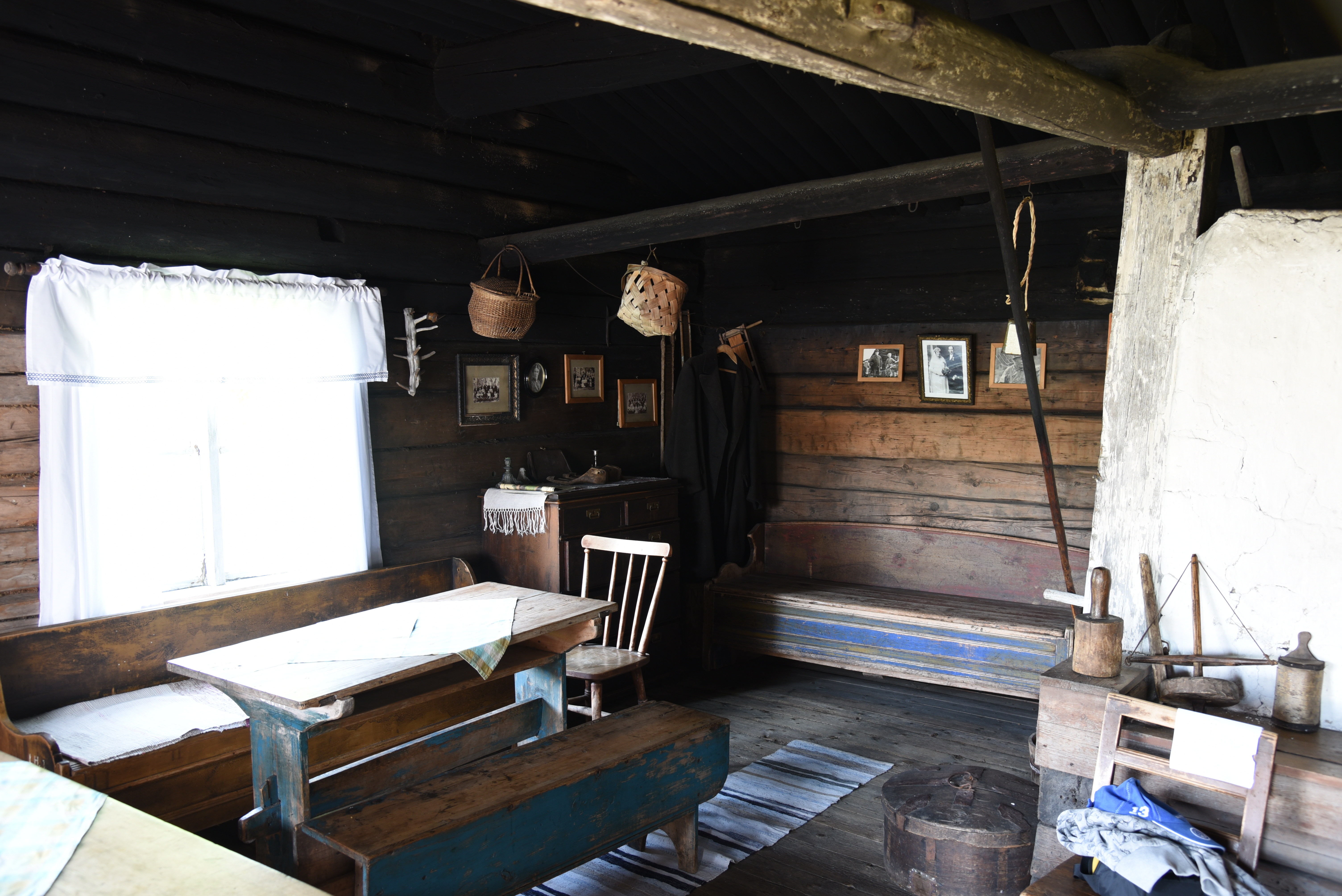
Interiör, rökstugan, Ritamäki finngård
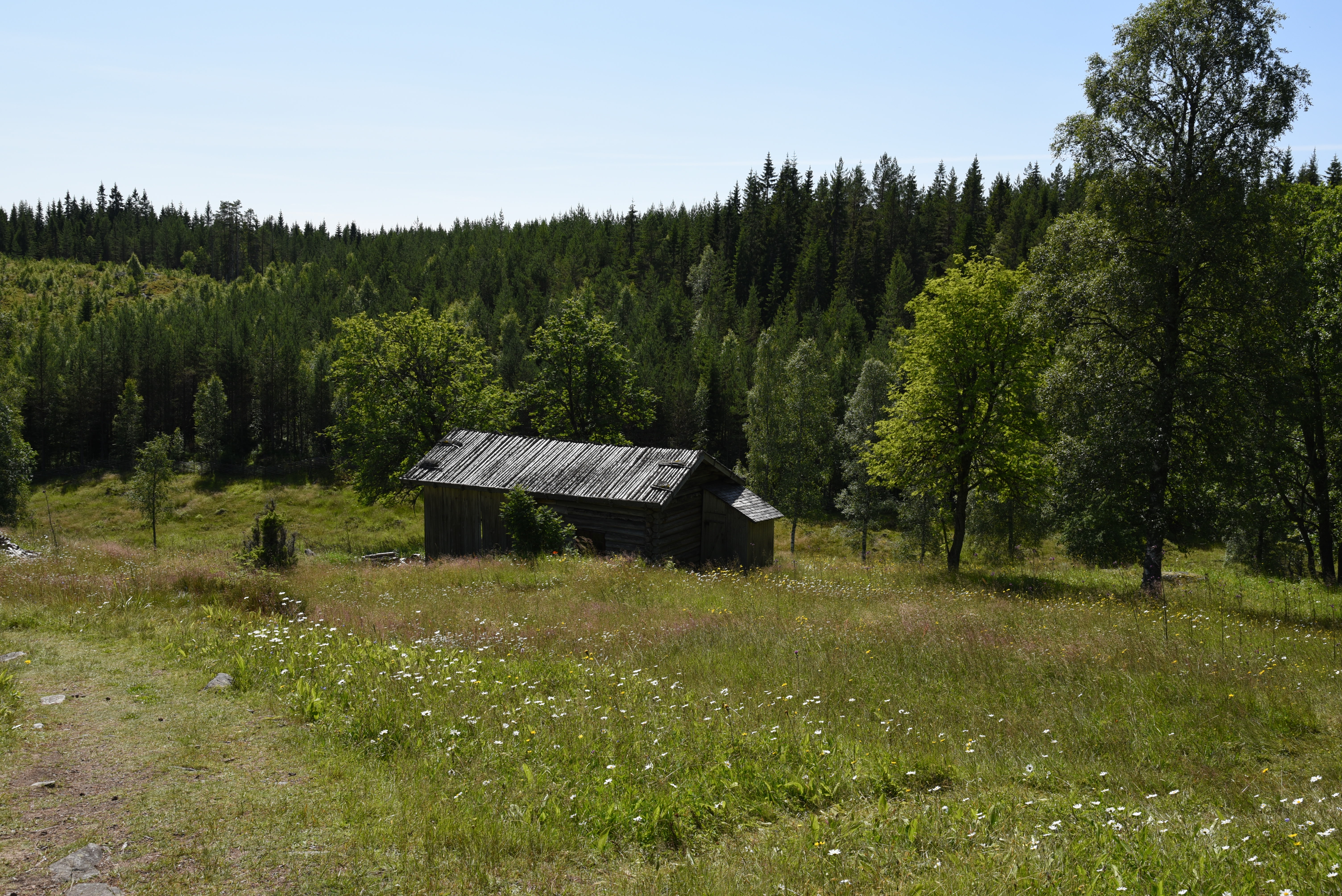
Bastu och vedbod, Ritamäki finngård